# Temnopleurus apodus
Temnopleurus apodus is een zee-egel uit de familie Temnopleuridae.
De wetenschappelijke naam van de soort werd in 1906 gepubliceerd door Alexander Agassiz & Hubert Lyman Clark.